# John Aprea
John Aprea (* 4. März 1941 in Englewood, New Jersey; † 5. August 2024) war ein US-amerikanischer Schauspieler.

## Leben
Aprea gab sein Schauspieldebüt 1968 in dem Film Bullitt. Der Durchbruch gelang ihm 1974 mit einer Rolle in Der Pate – Teil II. Weitere Filme folgten, zudem wirkte er in zahlreichen Fernsehserien mit, etwa Falcon Crest, Unter der Sonne Kaliforniens und Full House. Sein Schaffen umfasst mehr als 90 Produktionen.
Von 1987 bis zur Scheidung 1998 war Aprea mit der Schauspielerin Ninon Aprea verheiratet. Seine Tochter Nicole Aprea ist ebenfalls Schauspielerin. Aus seiner zweiten Ehe stammt eine weitere Tochter. Aprea starb im Alter von 83 Jahren.

## Filmografie (Auswahl)
- 1968: Bullitt
- 1970: Jung, hübsch und hemmungslos (The Grasshopper)
- 1970: Sündiger Sommer (The Dark Side of Tomorrow)
- 1972: Sweet Kill
- 1974: Das Zuchthaus der verlorenen Mädchen (Caged Heat)
- 1974: Der Pate – Teil II (The Godfather Part II)
- 1975: Die Frauen von Stepford (The Stepford Wives)
- 1978: The Rock Rainbow
- 1979: Wonder Woman (The New Adventures of Wonder Woman, Fernsehserie, Folge 3x22)
- 1980: Idolmaker – Das schmutzige Geschäft des Showbusiness (Idolmaker)
- 1981: The Gangster Chronicles (Fernsehserie, 13 Folgen)
- 1982: Comeback
- 1982–1984: Matt Houston (Fernsehserie, 24 Folgen)
- 1984: Mike Hammer (Mickey Spillane’s Mike Hammer, Fernsehserie, Folge 2x04)
- 1984: Ausgetrickst (The Act)
- 1985: Simon & Simon (Fernsehserie, Folge 4x19)
- 1985: Das A-Team (The A-team, Fernsehserie, Folge 4x10)
- 1985: Hardcastle & McCormick (Hardcastle and McCormick, Fernsehserie, Folge 2x14)
- 1986: American Anthem
- 1986: Ein Colt für alle Fälle (The Fall Guy, Fernsehserie, Folge 5x17)
- 1987: Falcon Crest (Fernsehserie, 16 Folgen)
- 1988: Unter der Sonne Kaliforniens (Knots Landing, Fernsehserie, 12 Folgen)
- 1988: Hawaii Connection
- 1988–1991: Full House (Fernsehserie, 7 Folgen)
- 1989: Ein gesegnetes Team (Father Dowling Mysteries, Fernsehserie, Folgen 1x04–1x05)
- 1989: Heiße Girls und scharfe Schüsse (Savage Beach)
- 1991: New Jack City
- 1991: Another World (Fernsehserie, 13 Folgen)
- 1993: Die Verschwörer (Dark Justice, Fernsehserie, Folge 3x05)
- 1993, 1995: Palm Beach-Duo (Silk Stalkings, Fernsehserie, Folgen 3x09, 5x04)
- 1993: Melrose Place (Fernsehserie, Folge 2x05)
- 1994: Cyber Tracker
- 1995: Renegade – Gnadenlose Jagd (Renegade, Fernsehserie, Folge 3x12)
- 1995: To the Limit – Zur richtigen Zeit am richtigen Ort (To the Limit)
- 1996: Sunset Park
- 1997: My Brother Jack
- 1998: Dead Man on Campus
- 1999: Pacific Blue – Die Strandpolizei (Pacific Blue, Fernsehserie, Folge 4x18)
- 1999: Die Sopranos (Fernsehserie, Folge 1x13)
- 2000: Brother
- 2001–2002: Philly (Fernsehserie, Folgen 1x06, 1x19)
- 2002: The Streetsweeper
- 2004: Der Manchurian Kandidat (The Manchurian Candidate)
- 2005: New York Cops – NYPD Blue (NYPD Blue, Fernsehserie, Folge 12x16)
- 2007: American Heiress (Fernsehserie, 3 Folgen)
- 2009: Cold Case – Kein Opfer ist je vergessen (Cold Case, Fernsehserie, Folge 6x19)
- 2010: Lie to Me (Fernsehserie, Folge 2x13)
- 2011: The Christmas Pageant
- 2012: Dirty People
- 2012: Zeit der Sehnsucht (Days of Our Lives, Seifenoper, 2 Folgen)
- 2012: Mirror Image
- 2013: After You
- 2013: CSI: Vegas (CSI: Crime Scene Investigation, Fernsehserie, Folge 14x02)
- 2014: Snapshot
- 2015: Sharkskin
- 2016–2017: Decker (Fernsehserie, 10 Folgen)
- 2016: Stevie D
- 2017: Fuller House (Fernsehserie, Folge 3x09)